# Коммуна (газета)
«Комму́на» — общественно-политическая газета, основана в Воронеже 20 мая 1917 года. Выпускается ООО «Редакция газеты „Коммуна“». Выходила четыре раза в неделю — вторник, четверг, пятница, суббота.
С 1 июля 2014 года выходит три раза в неделю — вторник, четверг, пятница.
В период советской власти (1917—1990) была печатным органом Воронежского обкома КПСС и областного Совета депутатов трудящихся. С 1991 по 1993 год — орган Воронежского областного Совета народных депутатов. В 1993 году учредителем «Коммуны» выступил коллектив журналистов её редакции.
Газета «Коммуна» награждена орденом Трудового Красного Знамени (1967).
Газета «Коммуна» зарегистрирована в Центрально-Чернозёмном межрегиональном территориальном управлении Министерства печати РФ 16 сентября 2003 года (регистрационное свидетельство ПИ № 6-0851). Сайт газеты (недоступная ссылка) как электронное периодическое издание зарегистрировано Роскомнадзором 27 октября 2010 года (регистрационное свидетельство Эл № ФС77-42425).

## История

### Газета в период советской власти

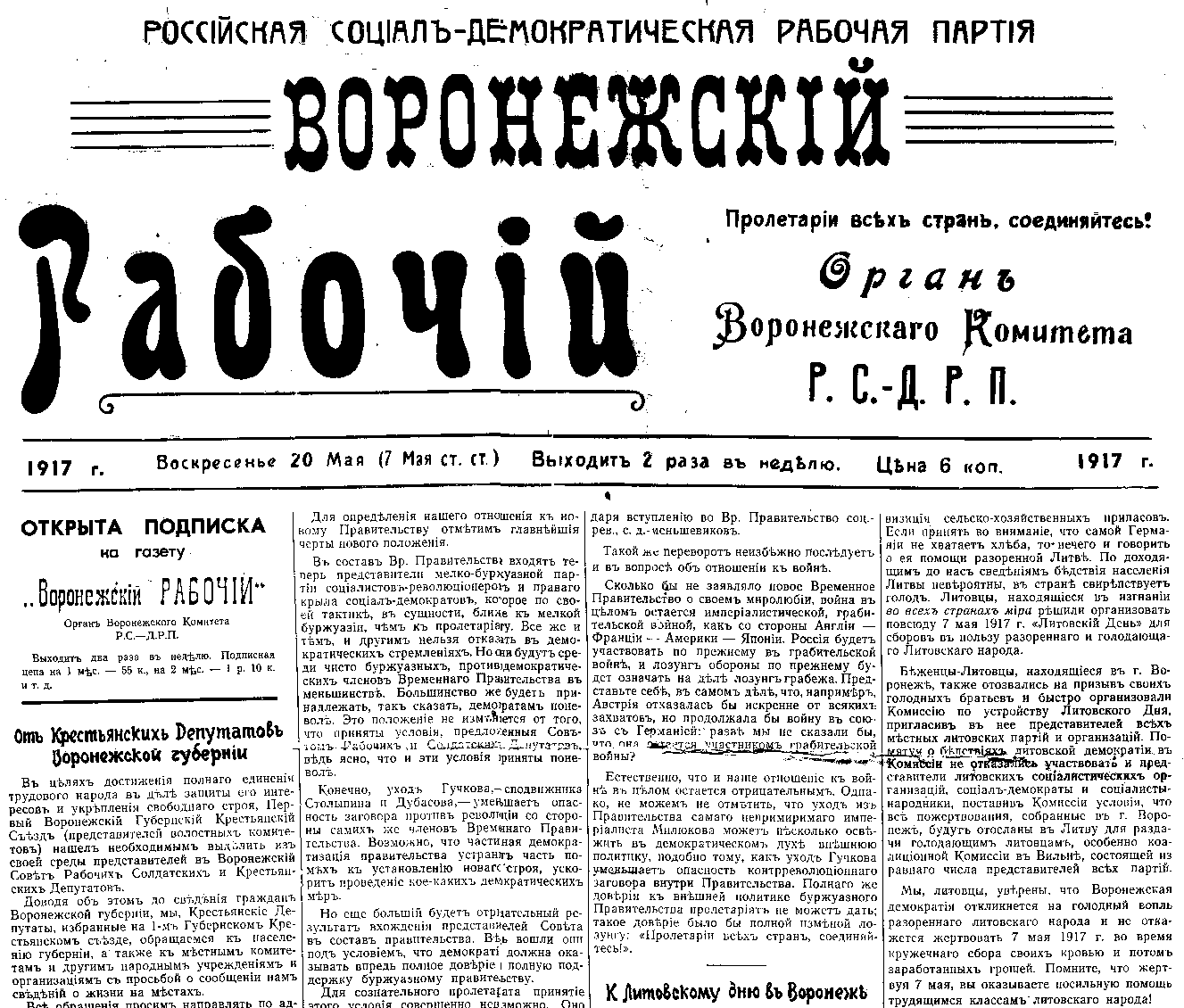
Газета «Воронежский рабочий», 20 мая 1917 г.

Датой основания газеты «Коммуна» принято считать 20 мая 1917 года. Её родоначальницей является газета «Воронежский рабочий», издававшаяся до октябрьского переворота как орган большевистского крыла местной организации РСДРП.
Первым редактором «Воронежского рабочего» был Николай Кардашов (его именем названа улица в Воронеже). Окончил естественный факультет Московского университета, революционер, прошедший ссылки и тюрьмы. Был ярким публицистом и хроникёром.

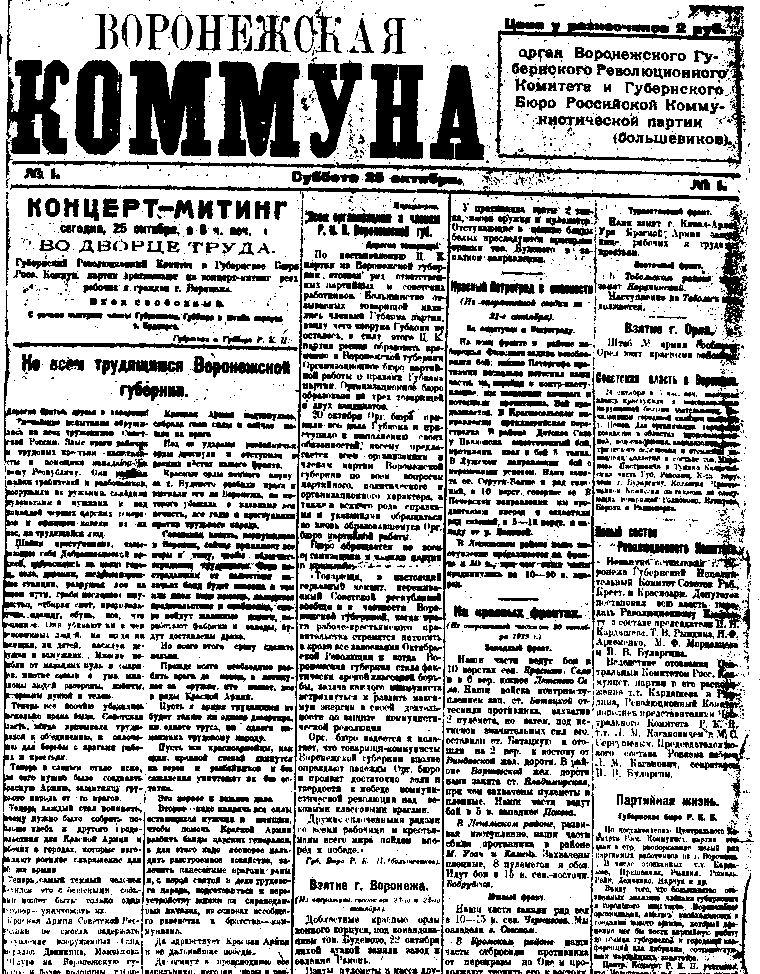
Газета «Воронежская коммуна», 25 октября 1919 года

До октября 1919 года газета выходила под разными названиями: «Путь жизни», «Воронежская правда», «Известия Воронежского Губисполкома». Но это была одна и та же газета.
25 октября 1919 года, на следующий день после освобождения Воронежа красной конницей под командованием Семёна Михайловича Будённого и соединениями 8-й армии, газета вышла под названием «Воронежская коммуна».
Редактором нового издания стал Андрей Шестаков (псевдоним Никодимов), впоследствии видный учёный-историк. Ответственным секретарём был писатель Август Явич.
Первые номера «Воронежской коммуны» были насыщены материалами, отражающими радость победы над белогвардейцами и наступление мирной жизни. Журналисты рассказывали о защитниках революции, помогали мобилизовывать людей на хозяйственное строительство, восстановление железных дорог, на борьбу с разрухой.
Андрея Шестакова на редакторском посту сменил Михаил Лызлов (псевдоним Михаил Вельский), затем редакцию возглавил Георгий (Юрий) Литвин-Молотов (настоящая фамилия Литвинов).
В 1920-е годы в «Коммуне» работали Георгий Плетнёв, Николай Стальский, Николай Задонский, известный поэт Серебряного века Владимир Нарбут, Михаил Лызлов, Пётр Прудковский, Андрей Платонов.
В 1928 году была образована Центрально-Чернозёмная область РСФСР, включавшая территории нынешних Воронежской, Липецкой, Белгородской, Орловской, Курской, Пензенской и Тамбовской областей с населением около 10 млн человек. Для нового региона главной газетой стала «Воронежская коммуна», переименованная с 6 июня того же года в «Коммуну». О популярности «Коммуны» свидетельствует её огромный по тому времени тираж — 150 тыс. экз. (в 1932 году). Территория ЦЧО была столь велика, что в командировки журналисты отправлялись не только на лошадях и автомобилях, но и на закреплённом за редакцией самолёте.
Во время ссылки в Воронеж в середине 1930-х годов с «Коммуной» активно сотрудничал поэт О. Э. Мандельштам, а его жена Н. Я. Мальдештам была корреспондентом отдела писем «Коммуны».
В 1930-е годы на страницах «Коммуны» активно выступали такие журналисты, как Александр Котов, Исай Штейман, Борис Дальний, Михаил Морев, Борис Дьяков, Пётр Прудковский, Алексей Шубин, Клавдия Каледина, Михаил Аметистов, Фёдор Волохов, Лев Райскин.
Издание «Коммуны» не прекращалось и в годы Великой Отечественной войны (1941—1945). Когда территория Воронежской области была частично занята немецко-фашистскими войсками, газета временно печаталась в селе Анна и в городе Борисоглебске.
В военное время в «Коммуне» работали Алексей Шапошник, Иван Скопин, Нина Важнова, Семён Догадаев, Пётр Скаков, Николай Задонский, Фёдор Волохов. С «Коммуной» в годы войны сотрудничали видные советские писатели Александр Твардовский, Александр Корнейчук, Ванда Василевская, Евгений Долматовский, Александр Безыменский.
9 мая 1945 года вышел посвящённый Победе номер «Коммуны» на двух полосах с фотографией И. В. Сталина, сообщением о подписании Акта о безоговорочной капитуляции германских вооружённых сил и приказами Верховного Главнокомандующего. Его тираж был 60 тысяч экземпляров.
После войны в коллектив влились фронтовики-журналисты — Михаил Домогацких, Николай Коноплин, Владимир Евтушенко, Борис Стукалин.
В 1950-е годы на страницах «Коммуны» выступали Михаил Булавин, Михаил Аметистов, Максим Подобедов, Иван Сидельников, Александр Гридчин, Федор Волохов, Василий Журавский, Лев Райскин, Михаил Морев, Исай Штейман, Леонид Скорнецкий, Иван Михалёв, Петр Скаков, Михаил Литвинов, Алексей Тюрин, Иван Скопин, Николай Гамов, Лев Суслов, Юрий Поспеловский, Михаил Тимошечкин, Федор Сурин, Борис Подкопаев, Михаил Евстратов.
В сороковые-пятидесятые годы многих талантливых «коммуновских» журналистов приглашали работать в столичные издания. Так, на страницах «Правды» печатались Константин Гусев, Василий Журавский, Ульян Жуковин.
После открытия в Воронежском госуниверситете (1961) журналистской специальности сотрудники «Коммуны» вели со студентами практические занятия. В частности, ответственный секретарь газеты «Коммуна» Борис Митрофанович Подкопаев.
В 1960-е годы на страницах «Коммуны» выступали Александр Козьмин, Сергей Погребенченко, Лев Суслов, Илья Марголин, Юрий Поспеловский, Михаил Евстратов, Владимир Котенко, Эмма Носырева, Олег Шевченко.
В 1970-е годы активно публиковались на страницах «Коммуны» Лев Суслов, Илья Марголин, Александр Симонов, Рудольф Ходеев, Иван Добринский, Иван Васильев, Владимир Юрьев, Анатолий Морозов, Пётр Дуваров, Сергей Жданов, Сергей Погребенченко, Михаил Евстратов, Владимир Котенко, Владимир Майоров, Пётр Чалый, Вячеслав Лободов, Олег Шевченко.
В 1980-е годы лицо «Коммуны» определяли журналисты Олег Шевченко, Валерий Журавлёв, Илья Марголин, Михаил Евстратов, Алексей Павлов, Рудольф Ходеев, Анатолий Морозов, Пётр Дуваров, Борис Ваулин, Виктор Силин, Сергей Жданов, Вадим Кордов, Владимир Котенко, Вячеслав Лободов, Владимир Майоров, Сергей Погребенченко, Пётр Чалый, Олег Столяров, Борис Подкопаев, Светлана Власова.

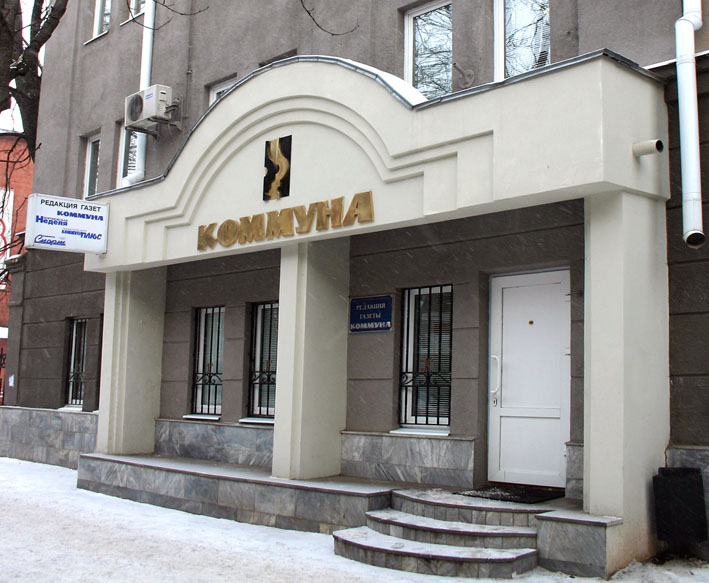
Здание редакции на ул. Комиссаржевской, 4а.

В 1960-е — 1970-е годы на страницах «Коммуны» была весьма популярной рубрика «Письмо позвало в дорогу». Редакция ежедневно получало до 150 писем, многие из которых публиковались на страницах издания, а также отправлялись для принятия действенных мер в советские, партийные органы, на предприятия и организации. Ещё одной популярной рубрикой была целевая страница по экологии «Иволга».
С 1920-х и до 1980-х годов — более полувека — редакция, типография располагалась в Воронеже, в доме № 39 на проспекте Революции. Временно, в годы войны и сразу после войны, редакция располагалась на ул. Орджоникидзе.
В 1982 году редакция «Коммуны» переехала в новый редакционно-полиграфический корпус на улице Генерала Лизюкова, 2. По этому адресу располагалась до осени 1999 года. Следующий адрес: улица Комиссаржевской, 4а.
Советский период истории «Коммуны» завершается 1990 годом. В этом же году редакция газеты «Коммуна» была выделена из состава издательства Воронежского областного комитета КПСС в самостоятельное хозрасчётное предприятие. Тираж «Коммуны» в то время составлял 172 тысячи экземпляров.

### История газеты в современной России
После выделения из Издательства «Коммуна» у газеты остались прежние учредители в лице партийных и советских органов. После событий августа 1991 года остался один учредитель в лице Совета народных депутатов Воронежской области.
Один из самых тяжёлых в истории газеты периодов, когда в 1992 году под давлением радикальных движений новые, так называемые, демократические власти стали требовать от редакции «Коммуны» переименования газеты. Журналисты «Коммуны» вместе с главным редактором Алексеем Наквасиным обратились за советом и поддержкой к воронежцам. Читатели высказались за сохранение прежнего названия.
Сегодня бренд газеты увязывается с понятием слова «коммуна» как «общая» (от латинского communis).
Осенью 1993 года, после роспуска представительных органов власти на местах, глава администрации Воронежской области А. Я. Ковалёв издал распоряжение, в соответствии с которым администрация области присваивала функцию учредителя газеты «Коммуна». Вопреки давлению властей коллектив зарегистрировал «Коммуну» 17 декабря 1993 года в Министерстве печати и информации РФ как самостоятельное издание (№ 012249 от 17.12.1993), взяв учредительство на себя.
В 1994 году вступивший в должность главного редактора «Коммуны» Виталий Жихарев выступил с идеей преобразовать редакцию в общество с ограниченной ответственностью и внёс предложения по обеспечению экономической независимости газеты. Идея была поддержана коллективом журналистов, которые и стали учредителями ООО «Редакция газеты „Коммуна“» в 1996 году.
Несмотря на сложные взаимоотношения с исполнительной властью региона, редакции удалось добиться для газеты ещё в 1993 году права быть официальным публикатором законодательных актов.
После вступления в силу Закона Воронежской области № 86-ОЗ от 7 июля 2006 года «О порядке обнародования, опубликования и вступления в силу нормативных правовых актов органов государственной власти Воронежской области и порядке опубликования иной официальной информации» это право было передано изданиям, учреждённым органами власти.
Помимо публикации официальных актов (законы, постановления, распоряжения) органов государственной власти Воронежской области, в «Коммуне» в 90-е, первое десятилетие 2000-х годов публиковались официальные объявления о выделении земельных долей, о конкурсах и торгах, проводимых Главным финансовым управлением и Фондом госимущества области, Воронежским городским комитетом по имуществу.
Начиная с 1960-х и вплоть до 1990-х годов для «Коммуны» было характерным издание тематических полос. Сменные промышленные и сельскохозяйственные полосы — отдельно для города и села, «Земля и люди» — сельскохозяйственные выпуски, «Магистраль» — о деятельности Юго-Восточной железной дороги, «Любимый город» — о Воронеже, «Связь и информатика» — о связистах.
Традиция тематических выпусков была продолжена и в первое десятилетие XXI века. С 2003 по 2010 год газета «Коммуна» выходила с тематическим выпуском «Областная дума», посвящённым деятельности представительных органов Воронежской области. Это был самый длительный по времени проект и, по оценкам специалистов, успешный с точки зрения систематичности, полноты, аналитичности освещения деятельности местных законодательных органов власти.
Перестав быть официальным органом областных властей, газета «Коммуна» всё равно осталась ведущим изданием региона.

Все известные российские политики девяностых годов XX века, первого десятилетия XXI века были гостями редакции «Коммуны»: кандидаты в Президенты России Александр Лебедь (1996), Святослав Фёдоров (1996), Геннадий Зюганов, депутаты Государственной Думы РФ Лев Рохлин (1997), Светлана Савицкая, руководители ведущих организаций Воронежской области.
В 1990-е годы в «Коммуне» работали Вадим Кордов, Вячеслав Лободов, Олег Столяров, Олег Шевченко, Виктор Силин, Алексей Соловьёв, Анатолий Бавыкин, Борис Ваулин, Анатолий Костин, Владимир Майоров, Пётр Чалый, Сергей Жданов, Нина Баскакова, Александр Нечуговский, Леонид Дьячков, Юрий Ермаков, Иван Васильев, Иван Добринский, Лариса Касюкова, Вячеслав Лободов, Олег Столяров. Влились в коллектив новые журналисты Виктор Руденко, Александр Шабанов, Юлия Савельева, Александр Карецкий.
В первом десятилетии XXI века в «Коммуне» активно работали такие журналисты, как Алексей Соловьёв, Виктор Силин, Борис Ваулин, Виталий Черников, Юлия Савельева, Юрий Коденцев, Дмитрий Денисенко, Галина Рохмин, Николай Старых, Сергей Кройчик, Ирина Шабанова, Ольга Бабкина, Валерий Казанов,Тамара Гашимова, Марина Калинина, Евгения Лежанина, Наталья Столповская.

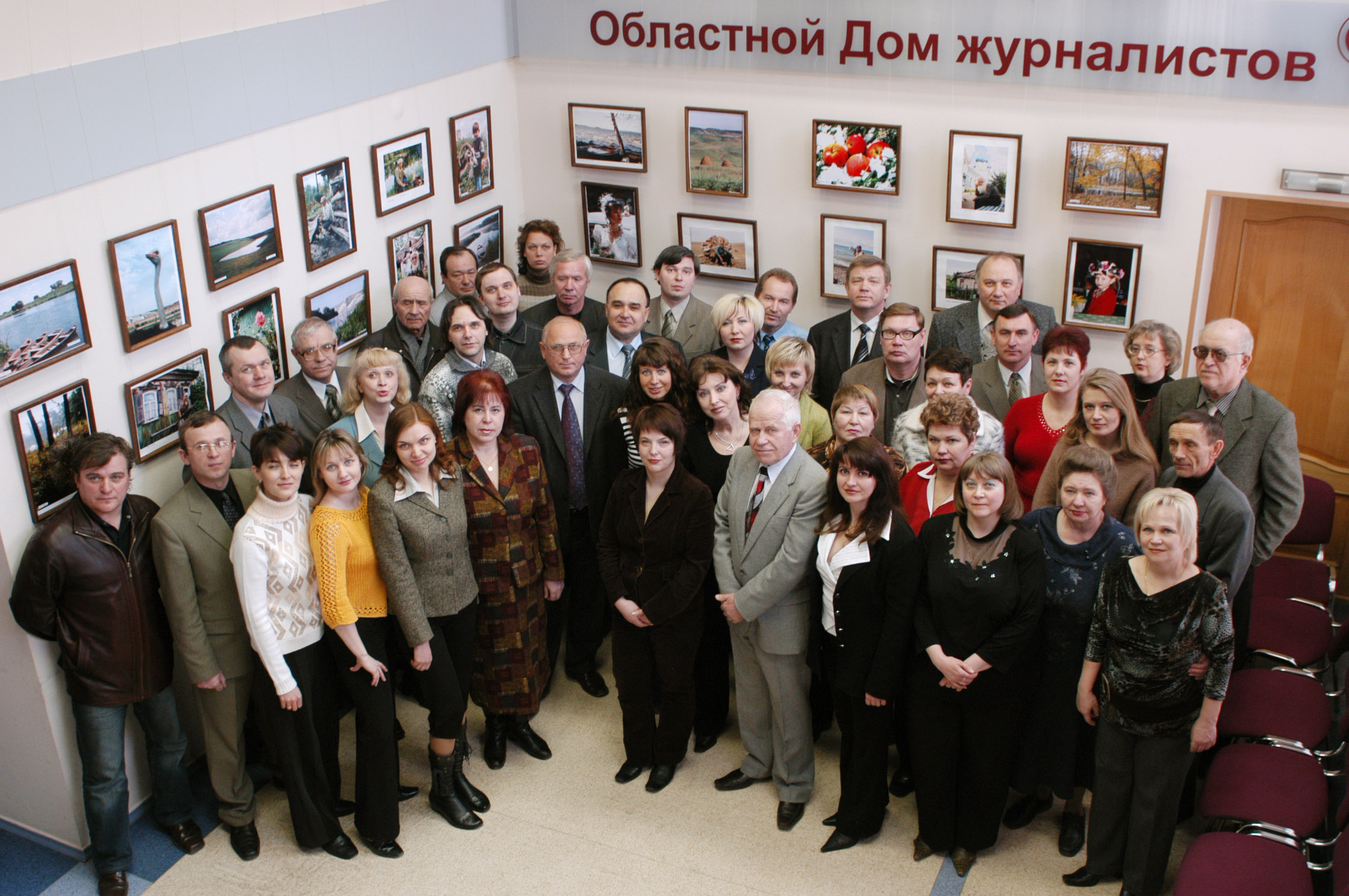
Коллектив редакции газеты «Коммуна». 2007 год

После 2010 года в «Коммуну» пришли новые журналисты — Ярослава Янова, Светлана Шамакина, а также молодые журналисты — Анастасия Бырка, Татьяна Петренко, Наталья Некрылова, Константин Толоконников.
Коллектив редакции, издающей «Коммуну» и её дочерние издания, немногочисленный: по состоянию на апрель 2012 г. насчитывает 46 человек, включая все сопутствующие службы (для сравнения: в 2006 году работало 65 человек).
В 1993—2011 годы в «Коммуне» заместителем редактора работал Анатолий Бавыкин, который поставил своеобразный рекорд — в течение 17 лет вёл на страницах «Коммуны» рубрику карикатур «На этом месте рисует Анатолий Бавыкин».
В 2010 году произошла смена главных редакторов «Коммуны»: Виталия Жихарева, возглавлявшего газету с 1994 года, сменил Виктор Руденко.
Виталий Жихарев руководил редакцией 17 лет, дольше всего (24 года) редакцию возглавлял Владимир Евтушенко.
У истоков Воронежского регионального отделения Союза журналистов России стояли «коммуновцы». Журналистская организация редакции газеты «Коммуна» и в настоящее время самая массовая в региональной организации.
В 2010 году группа сотрудников «Коммуны» (Виталий Жихарев, Виктор Руденко, Анатолий Бавыкин, Алексей Соловьёв, Борис Ваулин) стала лауреатами Премии Правительства РФ в области печатных СМИ.
Главный редактор «Коммуны» Виктор Руденко входит в состав совета по присуждению Платоновской премии в области литературы и искусства, в совет по вопросам информационной политики при губернаторе Воронежской области.
В настоящее время газета «Коммуна» остаётся одним из самых крупных местных изданий универсальной тематики, и единственным, выходящим четыре раза в неделю. Благодаря взвешенной редакционной политике, объективным и достоверным публикациям, газета пользуется авторитетом и уважением у жителей Воронежской области.
В сентябре 2020 года в связи с финансовыми трудностями выпуск газеты был приостановлен. В ноябре товарный знак "Газета "Коммуна" был выкуплен медиахолдингом "Губерния", принадлежащему правительству Воронежской области. 11 декабря 2020 вышел первый выпуск газеты после перерыва.

## Главные редакторы газеты «Коммуна»
| - Н. Н. Кардашев, 1917. - Редколлегия, май 1918. - А. В. Шестаков, с октября 1919. - М. И. Лызлов, май—октябрь 1920 - Г. З. Литвин-Молотов, 1920—1921. - Ф.Михайлов, 1922. - Редколлегия, 1923—1924. - М. И. Лызлов, август 1924 — апрель 1927. - Л. И. Хейфец, апрель 1927 — январь 1928. - В. А. Докукин, январь 1928 — июнь 1928. - А. П. Швер, июнь 1928 — январь 1935. - С. В. Елозо, 1935 — октябрь 1937. | - Т. Н. Листров, октябрь 1937—1939. - П. Ф. Саленко, 1939—1941. - С. П. Догадаев, январь 1941 — декабрь 1946. - А. П. Шапошник, декабрь 1946 — февраль 1955. - Г. Я. Воробьёв, февраль 1955—1956. - Б. И. Стукалин, 1956—1960. - В. В. Климов, 1960—1965. - В. Я. Евтушенко, 1965—1988. - А. М. Наквасин, 1988—1994. - В. И. Жихарев, 1994—2010 - В. Г. Руденко, c 2010 — по настоящее время. |

## Владелец газеты «Коммуна»
Общество с ограниченной ответственностью "Редакция газеты «Коммуна» — учредитель и издатель газеты с одноимённым названием — является организацией, учреждённой группой журналистов. В момент создания (1993) учредителей было 27, в 2012 году — девять.

## Журналисты «Коммуны» — писатели и поэты
Для всех последующих поколений «коммуновцев» классик русской литературы Андрей Платонов стал вершиной литературного труда, к которой стремится каждый.
По словам самого классика, он «служил… с августа 1919 по сентябрь 1923… в „Воронежской коммуне“». Мария Александровна, жена Платонова, рассказывала: «В сельсоветах ему не всегда давали лошадей, хотя у него был корреспондентский билет от газеты „Воронежская коммуна…“. Две первые книги первого тома научного издания Собрания сочинений Андрея Платонова состоят в большинстве своём из очерков, статей, корреспонденций, рассказов, новелл, стихов, первоначально увидевших свет на страницах „Воронежской коммуны“».
Но Андрей Платонов — не единственный писатель, чьё имя связано с «Коммуной». Проходил журналистскую практику поэт Егор Исаев, учившийся в Литературном институте имени Максима Горького, работали будущие писатели Георгий Литвин-Молотов, Август Явич, Алексей Шубин, Николай Задонский, Владимир Кораблинов, Павел Калецкий, Борис Дьяков, Пётр Прудковский, Борис Стукалин, Михаил Домогацких, Семён Борзунов, Михаил Тимошечкин, Владимир Евтушенко, Вячеслав Лободов, Олег Шевченко, Пётр Чалый, Владимир Котенко, Виталий Жихарев.

## Основные темы газеты
Основные темы публикаций «Коммуны» — информирование о политических, экономических процессах в Воронежской области и стране, о событиях в культурной и общественной жизни. В центре внимания также сферы образования, здравоохранения, правоохранительная и судебная.

«Коммуна» уделяет важное внимание традиционной религии — православию. Серьёзное освещается тема защиты прав человека.

## Награды газеты
- 1967 — Орден Трудового Красного Знамени.

Указом Президиума Верховного Совета СССР от 19 мая 1967 года Воронежская областная партийная газета «Коммуна», отметившая 50-летие со дня основания, была награждена орденом Трудового Красного Знамени.
- 2002 — главный приз фестиваля журналистов «Вся Россия-2002» — «За добросовестный издательский бизнес»[37].
- 2005, 2006, 2007, 2011, 2012 — газета «Коммуна» как качественное издание включена в «Золотой фонд прессы»[38].
- 2010 — журналисты «Коммуны» стали лауреатами Премии Правительства РФ в области печатных СМИ.

## Интересные факты из истории «Коммуны»
- 1917 — вышел первый номер газеты «Воронежский рабочий», родоначальницы газеты «Коммуна».
- 1919 — газета стала называться «Воронежская коммуна».
- 1928 — печатный орган Центрально-Чернозёмной области РСФСР получил название «Коммуна».
- 1928 — цементный завод в пос. Подгоренский Воронежской области получил имя газеты «Коммуна».
- 1928—1934 — в период существования ЦЧО к «Коммуне» был прикреплён самолёт, позволявший добираться до самых отдалённых уголков области.
- 1967 — «Коммуна» награждена орденом Трудового Красного Знамени.
- 1967 — одна из горных вершин на Памире (5 тысяч 27 метров) названа пиком газеты «Коммуна»[39].
- 1994 — редакция газеты «Коммуна» учреждена как коммерческая структура.
- 2002 — на Фестивале прессы «Коммуна» награждена главным призом «За честный издательский бизнес».
- 2003 — «Коммуна» вошла в десятку наиболее качественных деловых изданий Центрального федерального округа (по рейтингу Ассоциации менеджеров России).
- 2004 — «Коммуна» награждена «Золотым бэджем» — высшей наградой Международной профессиональной выставки «Пресса-2005»
- 2005 — «Коммуна» включена в «Золотой фонд прессы» (по решению Общественного экспертного совета Международной профессиональной выставки «Пресса-2006»). Это звание потом подтверждалось в 2006, 2007, 2011, 2012 годах
- 2009 — «Коммуна» учредила Всероссийскую литературную премию имени А. П. Платонова «за выдающийся вклад в развитие русской литературы»[40].
- 2010 — первая (и единственная) Всероссийская литературная премия имени А. П. Платонова присуждена классику отечественной литературы Юрию Васильевичу Бондареву[41].

В том же году по предложению редакции газеты «Коммуна» премия была передана Правительству Воронежской области. Она стала именоваться Платоновской премией в области литературы и искусства. Её вручение проходит в рамках проводимого в Воронеже Международного Платоновского фестиваля. Первый лауреат премии — волгоградский писатель Владимир Екимов (2011).
- 2010 — группа журналистов «Коммуны» стали лауреатами Премии Правительства РФ в области печатных СМИ.

## Дочерние издания газеты «Коммуна»
В 1990-е годы «Коммуна» запускает серию дочерних изданий. Помимо газеты «Воронежская неделя» (год основания — 1928), начали издаваться «Коммуна плюс» (1996), «Коммуна глобус», «Коробейник», «Коммуна реклама», «Коммуналка», «Коммуна спорт» (1998—2004), журнал «Кольцовский сквер», альманах «Библиотека газеты „Коммуна“».
Газета «Воронежская неделя» возникла в 1928 году как литературное приложение к газете «Коммуна». В 1960-е — 1990-е годы была рекламно-информационным изданием, затем стала газетой для семейного чтения. В разное время её редактировали П. В. Дуваров, И. В. Козочкин, Н. Т. Провоторов, В. Г. Руденко (2006—2010), А. В. Бырка (2009), Я. Ю. Янова (2010—2011), Ю. В. Шамин (2011), В. В. Силин (с 2011 по настоящее время).
Газета «Коммуна плюс» выпускается для социально незащищённых слоёв населения. Она востребована не только читателями, но и политиками — во время выборных кампаний. Так, в 2000 году, во время губернаторских выборов, тираж трёх выпусков газеты составил 1,1 млн экземпляров. Во время выборов в Госдуму РФ в декабре 2011 года тираж одного выпуска составил 300 тысяч экземпляров. «Коммуну плюс» в разные годы редактировали П. В. Дуваров (1996—2002), Л. И. Касюкова (2002 — по настоящее время).
Литературно-краеведческий журнал «Кольцовский сквер» на выставке «Пресса-2003» (Москва, 2002) был удостоен национальной премии «Преемственность традиций», учреждённой в честь 300-летия российской прессы. Редактировал В. В. Силин.
Альманах «Библиотека газеты „Коммуна“» (2002) — издание, в котором публикуются поэтические и прозаические работы местных авторов. Вышло 18 выпусков.
В 2001 году был открыт Информационный портал Центрального Черноземья communa.ru. В 2010 году сайт зарегистрирован в качестве электронного периодического издания «Коммуна». Обновляется круглосуточно, в режиме реального времени, имеет большой круг регулярных читателей.

## Издательская деятельность
В 1990-е годы положено начало издательской деятельности «Коммуны». Общий тираж книг и брошюр, изданных в период с 1991 по 2006 годы, составляет около полутора миллионов экземпляров.
В 2002 годы начали издавать малоформатные календари, наборы открыток с видами Воронежа.